# Luigi Nono
Luigi Nono (29. ledna 1924 Benátky – 8. května 1990 Benátky) byl italský hudební skladatel avantgardní vážné hudby.

## Život
Narodil se 29. ledna 1924 v Benátkách do bohaté umělecké rodiny. Jméno dostal po dědečkovi Luigi Nono (1850–1918), který byl známým malířem benátské školy druhé poloviny 19. století. Od roku 1941 studoval na benátské konzervatoři Accademia musicale Benedetto Marcello u Giana Francesca Malipiera. Po maturitě v roce 1942 studoval práva na univerzitě v Padově. Studium dokončil v roce 1946 a začal studovat skladbu u Bruna Maderny. V rámci Benátského bienále v roce 1948 navštěvoval kurz dirigování vedený Hermannem Scherchenem, kterého pak doprovázel na koncertním turné do Curychu a Rapalla. Scherchen mu otevřel cestu k hudebním tradicím německy mluvících zemích, a to zejména k hudbě a hudebnímu myšlení Druhé vídeňské školy.
V roce 1955 se oženil s Nurií Schoenbergovou, dcerou skladatele Arnold Schönberga, se kterou se seznámil rok předtím v Hamburku na premiéře Schönbergovy opery Moses und Aron. Měli dvě dcery, Silvii (* 1959) a Serenu Bastianu (* 1964).
V roce 1950 se poprvé účastnil Darmstadtských letních kurzů pro Novou hudbu (Ferienkurse für Neue Music), kde měly premiéru jeho Kanonischen Variationen über eine Reihe von Schönbergs op. 41. Provedení řídil Hermann Scherchen. Tyto kurzy pak pravidelně navštěvoval až do roku 1960 a bylo na nich provedeno celkem sedm Nonových skladeb. Spolu s Karlheinzem Stockhausenem a Pierrem Boulezem je tak považován za jednoho z hlavních představitelů nového směru seriální hudby, tzv. Darmstadtské školy.
V roce 1952 Nono vstoupil do Komunistické strany Itálie, ve které pak působil na místní i celostátní úrovni po celý život. Prostřednictvím svých skladeb se pokoušel šířit i své politické myšlenky a ideály. Ve svých skladbách používal texty ultralevicových filosofů a revolucionářů, jako např. Che Guevary, Fidela Castra i Julia Fučíka. Ve skladbě Intolleranza (1960–1961) útočil na projevy nesnášenlivosti a násilí vůči uprchlíkům, ve skladbě Sul Ponte di Hirošima (1962) se zamýšlel nad důsledky nukleární války a v díle La Fabbrica Illuminata (1964) nad odcizením kapitalistického světa. Reagoval i na další historické události 20. století: na holocaust (Ricorda cosa ti hanno fatto in Auschwitz, 1965), španělskou občanskou válka (Epitaffio Federico García Lorca) nebo protifašistický odboj (Il canto sospeso). Činil tak ovšem prostředky Nové hudby a nikoliv prostředky tzv. socialistického realismu. Nonovým jménem byl nazván program pro školy zabývající se výchovou studentů k toleranci, lidským právům a evropské integraci – Nonoprojekt.
Od roku 1960 se začal zabývat možnostmi využití elektronických prostředků v hudbě. Pracoval na zvukových kompozicích v experimentálním studiu ve Freiburgu (Experimentalstudio der Heinrich-Strobel-Stiftung des SWF).
V sedmdesátých letech spolupracoval s benátským filosofem Massimo Cacciarim. Pod jeho vlivem se ponořil do studia prací německých filosofů. Cacciari mu také poskytl textový materiál pro Nonovo poslední velké dílo, operu Prometeo—tragedia dell' ascolto.
Zemřel po vleklém onemocnění jater v benátské nemocnici dne 8. května 1990. Je pohřben na hřbitově San Michele vedle takových velikánů, jako byli Igor Stravinskij, Sergej Ďagilev či Ezra Pound.

## Dílo

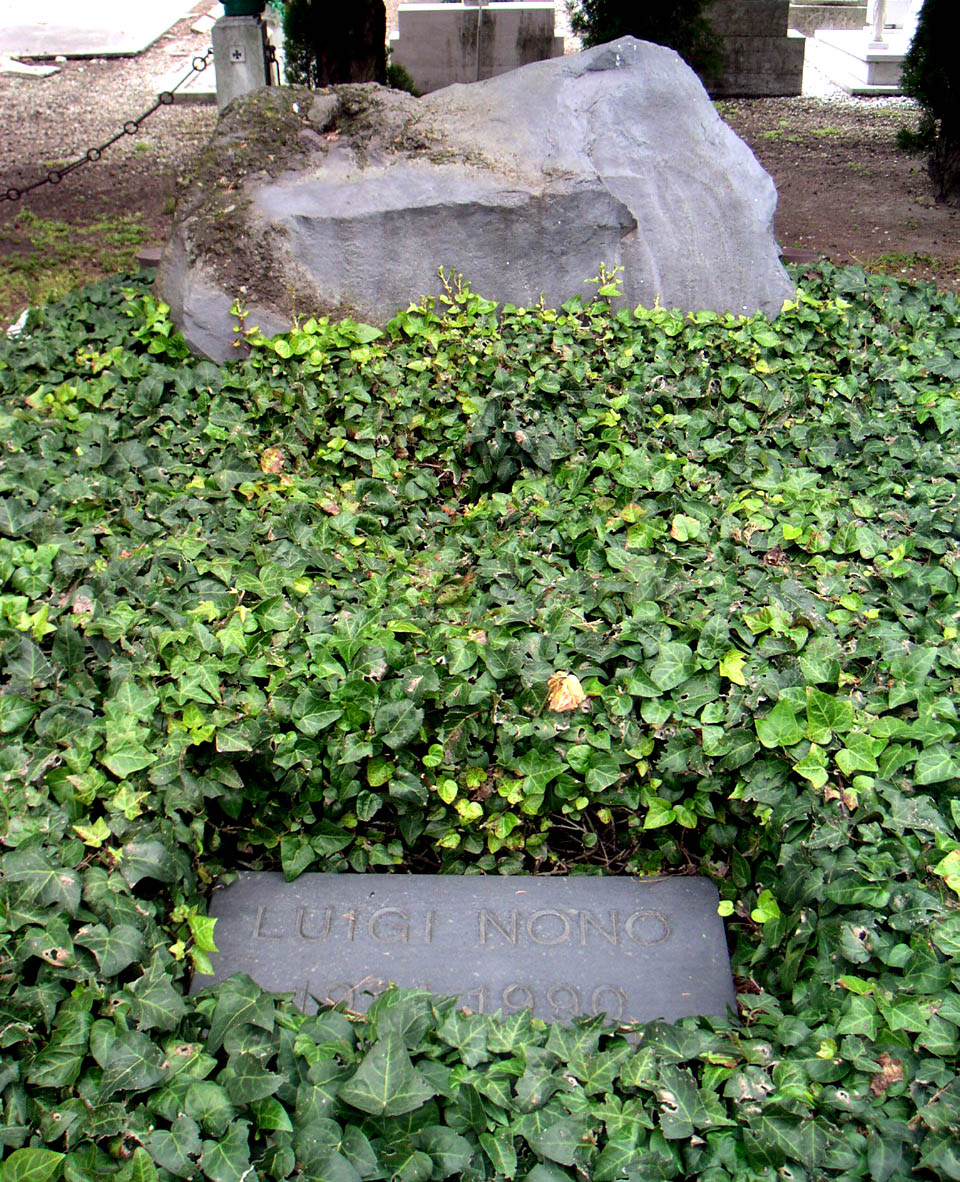
Hrob Luigi Nona na hřbitově San Michele v Benátkách

### Jevištní díla
- Intolleranza 1960. – Azione scenica (1961) – texty: Angelo Maria Ripellino, Julius Fučík, Jean-Paul Sartre, Paul Éluard, Vladimir Vladimirovič Majakovskij Bertolt Brecht (a další)
- Al gran sole carico d’amore. Azione scenica (1975) – texty: Tania Bunke, Fidel Castro a Che Guevara.
- Prometeo – Tragedia dell’ascolto. (1984). Texty: Aischylos, Walter Benjamin, Friedrich Hölderlin a další

### Orchestrální skladby
- Variazioni canoniche sulla serie dell’ op. 41 di Arnold Schoenberg (1950)
- Composizione per orchestra (1951) – K poctě českého komunistického novináře Julia Fučíka, který byl zavražděn nacisty v roce 1943.
- Y su sangre ya viene cantando pro flétnu a malý orchestr (1952, č. 2 je k poctě F. G. Lorcy)
- Due espressioni per orchestra. (1953)
- Varianti. Hudba pro housle, smyčce a dechové nástroje (1957)
- Composizione per orchestra N. 2: Diario polacco 1958. (1959)
- Canti di vita e d’amore: Sul ponte di Hiroshima pro soprán, tenor a orchestr (1962)
- Per Bastiana – Tai-Yang Cheng pro mg. pásek a orchester (1967)
- Como una ola de fuerza y luz pro soprán, klavír, orchestr a mg. pásek (1971/72)
- A Carlo Scarpa, architetto, ai suoi infiniti possibili. (1984)
- No hay caminos, hay que caminar… Andrej Tarkowsky pro 7 orchestrálních skupin (1987)

### Sbory
- Epitaffio per Federico García Lorca (1951–1953)
- La victoire de Guernica, pro sbor a orchestr (1954). Text Paul Eluard.
- Liebeslied, pro sbor a nástroje (1954)
- Il canto sospeso, pro sóla, smíšený sbor a orchestr (1956)
- La terra e la compagna. Canti di Cesare Pavese, pro soprán, tenor a nástroje (1957)
- Cori di Didone z La terra promessa Giuseppe Ungarettiho pro sbor a bicí nástroje (1958)
- Sarà dolce tacere. Zpěvy pro 8 sólistů podle La terra e la morte Cesare Pavese (1960)
- “Ha venido”. Canciones para Silvia pro soprán a šestihlasý sopránový sbor podle Antonia Machada (1960)
- Canciones a Guiomar pro soprán, šestihlasý ženský sbor a nástroje podle Antonia Machada (1962/63)
- Da un diario italiano, pro dva sbory (1964, fragment)

### Hudba pro magnetofonový pásek
- Omaggio a Vedova (1960)
- La fabbrica illuminata (1964)
- Ricorda cosa ti hanno fatto in Auschwitz (1965)
- A floresta è jovem e cheja de vida (1966)
- Contrappunto dialettico alla mente (1968)
- Musica-Manifesto n.1: Un volto, del mare (1968/69)
- Y entonces comprendió (1969/70)
- Pro Paula Dessaua (1974)
- …sofferte onde serene… (1976) pro klavír a mg. pásek

### Elektronická hudba
- Quando stanno morendo. Diario polacco no. 2 (1982)
- Das atmende Klarsein per piccolo coro, flauto basso, live electronics e nastra magnetico (1980–1983)
- Guai ai gelidi mostri (1983)
- Omaggio a György Kurtág (kontraalt, flétna, klarinet basová tuba a živá elektronika, 1983)
- Risonanze erranti. Liederzyklus a Massimo Cacciari (1986)
- Post-Prae-Ludium Donau pro tubu a živou elektroniku (1987)
- La lontananza nostalgica utopica futura. Madrigale per più ‘caminantes’ con Gidon Kremer (pro housle, osmistopý magnetofon a živou elektroniku, 1988)

### Komorní hudba
- Polifonica-Monodia-Ritmica (pro flétnu, klarinet, basklarinet altsaxofon, lesní roh, klavír a bicí, 1951)
- Canti per 13 (1955)
- Incontri per 24 strumenti (1955)
- Fragmente – Stille, An Diotima (smyčcový kvartet, 1979)
- “Hay que caminar” sognando (pro dvoje housle, 1989)